# Агогіка
Агогіка — термін, що має декілька значень.
Агогіка (грец. agoge — рух) — це короткочасне відхилення від зафіксованої (в нотному записі) швидкості руху, при умові її збереження в цілому. Наприклад: темп може дещо прискорюватись при наближенні до кульмінації, або навпаки, уповільнювати рух, що також інколи спостерігається у завершених кадансах. Найзначиміші звуки, важливі за смислом слова, можуть підкреслюватися деяким «відтягуванням» (агогічний акцент). Іноді агогіка позначається спеціальними вказівками (Ad libitum — за бажанням, tempo rubato — вільно).
Агогіка зв'язана з усіма компонентами музичної форми: структурою, динамікою, мелодикою, гармонією та ін. Вона залежить від жанру і характеру твору, стилю композитора, індивідуальності виконавця.
Агогіка (грец. ago — веду, виховую) — наука про вивчення проблеми запобігання відхиленням у поведінці дітей та підлітків.